# Federico di Prussia (1911-1966)
Principe  Federico Giorgio Guglielmo Cristoforo di Prussia (Berlino, 19 dicembre 1911 – Erbach, 20 aprile 1966) anche noto come "Mr. Friedrich von Preussen" nel Regno Unito, era figlio del principe ereditario Guglielmo di Germania e della duchessa Cecilia di Meclemburgo-Schwerin.

## Famiglia
Il 30 luglio 1945, sposò Lady Brigid Katherine Rachel Guinness, figlia di Rupert Guinness, II conte di Iveagh, a Little Hadham nel Hertfordshire. Hanno avuto cinque figli:
- Principe Frederick Nicholas (in tedesco, Friedrich Nikolaus, nato il 3 maggio 1946), ha sposato Hon. Victoria Lucinda Mancroft (figlia di Stormont Mancroft, II barone Mancroft) il 27 febbraio 1980 a Londra, ed ha avuto figli:
  - Beatrice Victoria von Preußen (nata il 10 febbraio 1981)
  - Florence Jessica von Preußen (nata il 28 luglio 1983)
  - Augusta Lily von Preußen (nata il 15 dicembre 1986)
  - Frederick Nicholas Stormont von Preußen (nato l'11 giugno 1990)
- Principe William Andrew (in tedesco, Wilhelm Andreas, nato il 14 novembre 1947), ha sposato Alexandra Blahová il 2 gennaio 1979, figlia di František Blaho e di Vlasta Dokupilová, precedentemente sposata il 17 dicembre 1972 al Tom Aisbett, ed ha avuto figli:
  - Tatiana Brigid Honor von Preußen (nata il 16 ottobre 1980)
  - Friedrich Alexander von Preußen (nato il 28 novembre 1984)
- Principessa Victoria Marina Cecilie (in tedesco, Viktoria Marina Cecilie, nata il 22 febbraio 1952), ha sposato Philippe Alphonse Achache (nato il 25 marzo 1945), figlio di Jean Achache e di Jacqueline Andrieu, il 3 maggio 1976 a Albury nel Hertfordshire, ed ha avuto figli:
  - George Jean Achache (nato l'8 giugno 1980)
  - Francis Maximilian Frederick Achache (nato il 30 aprile 1982)
- Principe Rupert Alexander Frederick (in tedesco, Rupprecht Alexander Friedrich, nato il 28 aprile 1955), ha sposato Ziba Rastegar-Javaheri (nata il 12 dicembre 1954) il 5 gennaio 1982 a Londra, figlia di Morteza Rastegar-Javaheri e di Rabeéh Baghaii-Kermani, ed ha avuto figli:
  - Brigid Elizabeth Soraya von Preußen (nata il 24 dicembre 1983) a Londra
  - Astrid Katherine Rabeéh von Preußen (nata il 16 aprile 1985) a Londra
- Principessa Antonia Elizabeth Brigid Louise (in tedesco, Antonia Elisabeth Birgitta Luise, nata il 28 aprile 1955), ha sposato Charles Wellesley, IX duca di Wellington ed ha avuto figli.

## Studi in Inghilterra e internamento
Federico studiava a Cambridge, vivendo in incognito sotto il nome di Conte von Lingen, quando scoppiò la guerra nel settembre 1939. Fu arrestato e internato nel maggio 1940. Fu tenuto in Inghilterra per diversi mesi, poi spedito in un campo di internamento vicino Quebec City e, subito dopo, a Farnham. In entrambi i campi, fu eletto leader del campo da altri detenuti.

## Naturalizzazione britannica nel 1947
Essendo un discendente di Sofia di Hannover, e godendo dei diritti dell'Act of Settlement del 1701, modificato dal Sophia Naturalization Act 1705, il Principe Federico fu naturalizzato cittadino britannico nell'ottobre 1947 sotto il nome di Mr. Friedrich Von Preussen. Questa naturalizzazione fu discutibile per alcuni, e il suo status e una successiva richiesta di risarcimento fu discussa in parlamento e tribunali fino al 1961. È anche dubbio se poteva essere designato in Inghilterra come principe dopo il 1947 (a differenza di qualsiasi pratica di denominazione in Germania, dove i titoli sono incorporati nei nomi). Nel periodo 1917-32 fu stabilito che una persona che aveva un titolo straniero e intenda abbandonarlo normalmente prima che lui/lei potesse ricevere un certificato di naturalizzazione britannica, e nessuna eccezione fu fatta per il caso di Mr. Friedrich von Preussen. A loro volta, le pretese dei suoi figli ad essere principi o principesse, e il loro utilizzo di titoli reali, è una questione aperta, almeno in Gran Bretagna; i titoli possono essere incorporati al nome nella Germania moderna (vedere Nobiltà tedesca).
Il principe Federico era proprietario dello Schloss Reinhartshausen a Erbach (Rheingau). Egli annegò nel Reno nel 1966.

## Ascendenza
|                                                                |                                               |                                                             | Genitori                                                |  |  | Nonni |  |  | Bisnonni                 |  |  | Trisnonni               |  |
|                                                                |                                               |                                                             |                                                         |  |  |       |  |  | Federico III di Germania |  |  | Guglielmo I di Germania |  |
|                                                                |                                               |                                                             |                                                         |  |  |       |  |  | Federico III di Germania |  |  | Guglielmo I di Germania |  |
|                                                                |                                               | Augusta di Sassonia-Weimar-Eisenach                         |                                                         |  |  |       |  |  | Federico III di Germania |  |  |                         |  |
| Guglielmo II di Germania                                       |                                               |                                                             |                                                         |  |  |       |  |  | Federico III di Germania |  |  |                         |  |
|                                                                |                                               | Vittoria di Sassonia-Coburgo-Gotha                          | Alberto di Sassonia-Coburgo-Gotha                       |  |  |       |  |  |                          |  |  |                         |  |
|                                                                |                                               | Vittoria di Sassonia-Coburgo-Gotha                          | Alberto di Sassonia-Coburgo-Gotha                       |  |  |       |  |  |                          |  |  |                         |  |
|                                                                |                                               | Vittoria di Sassonia-Coburgo-Gotha                          | Vittoria del Regno Unito                                |  |  |       |  |  |                          |  |  |                         |  |
| Guglielmo di Prussia                                           |                                               | Vittoria di Sassonia-Coburgo-Gotha                          |                                                         |  |  |       |  |  |                          |  |  |                         |  |
|                                                                |                                               | Federico VIII di Schleswig-Holstein-Sonderburg-Augustenburg | Cristiano di Schleswig-Holstein-Sonderburg-Augustenburg |  |  |       |  |  |                          |  |  |                         |  |
|                                                                |                                               | Federico VIII di Schleswig-Holstein-Sonderburg-Augustenburg | Cristiano di Schleswig-Holstein-Sonderburg-Augustenburg |  |  |       |  |  |                          |  |  |                         |  |
|                                                                |                                               | Federico VIII di Schleswig-Holstein-Sonderburg-Augustenburg | Luisa Sofia di Danneskiold-Samsøe                       |  |  |       |  |  |                          |  |  |                         |  |
| Augusta Vittoria di Schleswig-Holstein-Sonderburg-Augustenburg |                                               | Federico VIII di Schleswig-Holstein-Sonderburg-Augustenburg |                                                         |  |  |       |  |  |                          |  |  |                         |  |
|                                                                |                                               | Adelaide di Hohenlohe-Langenburg                            | Ernesto I di Hohenlohe-Langenburg                       |  |  |       |  |  |                          |  |  |                         |  |
|                                                                |                                               | Adelaide di Hohenlohe-Langenburg                            | Ernesto I di Hohenlohe-Langenburg                       |  |  |       |  |  |                          |  |  |                         |  |
|                                                                |                                               | Adelaide di Hohenlohe-Langenburg                            | Fedora di Leiningen                                     |  |  |       |  |  |                          |  |  |                         |  |
| Federico di Prussia                                            |                                               | Adelaide di Hohenlohe-Langenburg                            |                                                         |  |  |       |  |  |                          |  |  |                         |  |
|                                                                | Federico Francesco II di Meclemburgo-Schwerin | Paolo Federico di Meclemburgo-Schwerin                      |                                                         |  |  |       |  |  |                          |  |  |                         |  |
|                                                                | Federico Francesco II di Meclemburgo-Schwerin | Paolo Federico di Meclemburgo-Schwerin                      |                                                         |  |  |       |  |  |                          |  |  |                         |  |
|                                                                | Federico Francesco II di Meclemburgo-Schwerin | Alessandrina di Prussia                                     |                                                         |  |  |       |  |  |                          |  |  |                         |  |
| Federico Francesco III di Meclemburgo-Schwerin                 | Federico Francesco II di Meclemburgo-Schwerin |                                                             |                                                         |  |  |       |  |  |                          |  |  |                         |  |
|                                                                |                                               | Augusta di Reuss-Köstritz                                   | Enrico LXIII di Reuss-Köstritz                          |  |  |       |  |  |                          |  |  |                         |  |
|                                                                |                                               | Augusta di Reuss-Köstritz                                   | Enrico LXIII di Reuss-Köstritz                          |  |  |       |  |  |                          |  |  |                         |  |
|                                                                |                                               | Augusta di Reuss-Köstritz                                   | Eleonora di Stolberg-Wernigerode                        |  |  |       |  |  |                          |  |  |                         |  |
| Cecilia di Meclemburgo-Schwerin                                |                                               | Augusta di Reuss-Köstritz                                   |                                                         |  |  |       |  |  |                          |  |  |                         |  |
|                                                                |                                               | Michail Nikolaevič Romanov                                  | Nicola I di Russia                                      |  |  |       |  |  |                          |  |  |                         |  |
|                                                                |                                               | Michail Nikolaevič Romanov                                  | Nicola I di Russia                                      |  |  |       |  |  |                          |  |  |                         |  |
|                                                                |                                               | Michail Nikolaevič Romanov                                  | Carlotta di Prussia                                     |  |  |       |  |  |                          |  |  |                         |  |
| Anastasija Michajlovna Romanova                                |                                               | Michail Nikolaevič Romanov                                  |                                                         |  |  |       |  |  |                          |  |  |                         |  |
|                                                                |                                               | Cecilia di Baden                                            | Leopoldo di Baden                                       |  |  |       |  |  |                          |  |  |                         |  |
|                                                                |                                               | Cecilia di Baden                                            | Leopoldo di Baden                                       |  |  |       |  |  |                          |  |  |                         |  |
|                                                                |                                               | Cecilia di Baden                                            | Sofia Guglielmina di Svezia                             |  |  |       |  |  |                          |  |  |                         |  |
|                                                                |                                               | Cecilia di Baden                                            |                                                         |  |  |       |  |  |                          |  |  |                         |  |